# Белаго, Дмитрий Евграфович
Дми́трий Евгра́фович Бела́го (1843—1908) — тайный советник (1895), генерал-контролёр Департамента гражданской отчётности (1892—1901), член Совета Государственного контроля 9с 1901), заведующий центральной бухгалтерией Госконтроля.

## Семья
Происходил из нетитулованного дворянского рода Белаго; отец - подпоручик Евграф Иванович Белаго (ок. 1813 — 02.051865), помещик села Белицы; мать - Варвара Александровна, урожд. Чебышева (ок. 1806 — ?). 
Братья и сёстры:
Дети от первого брака Евграфа Ивановича с Варварой Александровной Чебышевой 
- Александр (01.05.1837 — до 1908)[2].
- Дмитрий (10.07.1840—22.08.1841)[3][4].
- Надежда (16.09.1844—14.04.1909), замужем за Ильёй Фёдоровичем Повалишиным[5].
- Николай (7.03.1846—11.02.1847)[6].
- Елизавета (01.03.1849 — до 1908), замужем за Сергеем Федоровичем Газенцер[7].

Дети от второго брака Евграфа Ивановича с Варварой Сергеевной Баранцовой (ок. 1831 — ?)
- Сергей (10.06.1851 — до 1908)[8].
- Любовь (29.04.1852 — до 1864)[9].
- Николай (09.05.1853—5.07.1853)[10].
- Вера (14.08.1854—03.12.1855)[11][12].
- Вера (05.01.1856—17.07.857)[13][14].
- Варвара (01.05.1857—01.09.1863)[15].
- Иван (11.04.1858 — до 1864)[16].
- Вера (09.05.1861 — ?) замужем за Сергеем Александровичем Борзенковым (венч. 19.04.1881)[17][18].
- Анна (03.02.1864—01.09.1865).

## Биография
Был крещён 4 февраля 1843 года в Покровской церкви села Прудищи Веневского уезда Тульской губернии; восприемники: «Тверской губернии, Калязинского уезда сельца Мелихова помещик прапорщик Димитрий Александров Ворыпаев и из дворян девица Хиония Иванова»".
Окончив курс в Московском университете, 3 января 1866 года поступил на службу в Орловскую контрольную палату, откуда в 1869 году был переведён в канцелярию Государственного контроля на должность начальника отделения. В 1879 году был назначен помощником правителя дел Комиссии по пересмотру законоположений о казённых заготовлениях и хозяйственных операциях и в том же году назначен чиновником особых поручении при государственном контролёре. В 1883 году назначен вице-директором канцелярии Государственного контроля, с 1884 года — действительный статский советник, в 1891 году — главный бухгалтер центральной бухгалтерии Государственного контроля, с 1892 года — генерал-контролёр Департамента гражданской отчетности.
С 1901 года был членом Совета Государственного контроля.
Принимал деятельное участие в организации железнодорожного контроля. На 1893 год имел дом в Санкт-Петербурге по Максимилиановскому переулку, 5.
Скончался в Ораниенбауме. Похоронен на Казанском кладбище в Царском селе.
Был женат на Елизавете Николаевне, дочери штабс-капитана Николая Александровича Варыпаева. Венчание состоялось 7 января 1872 года в Вознесенской церкви. Дочь Наталья родилась в 1899 году.